# AOA Black
Cette page contient des caractères spéciaux ou non latins. S’ils s’affichent mal (▯, ?, etc.), consultez la page d’aide Unicode.
AOA Black est un girl group sud-coréen de K-pop, et unité du groupe AOA, actif entre 2013 et 2014. Formé par FNC Entertainment, il se composait initialement de cinq membres d'AOA : Jimin, Choa, Yuna, Mina et Youkyung. Les cinq membres ayant progressivement quitté l'agence (entre 2016 et 2020), le groupe est dissous de facto.

## Histoire
Début 2013, FNC Entertainment annonce officiellement la formation d'une unité. Début juillet de la même année, le label commence à publier des teasers des membres débutant dans ce sous-groupe. Leur premier album single, Moya, sort le 26 juillet 2013. Les ventes numériques s'élèvent à plus de 171 475 avec les ventes physiques du CD à plus de 2 692 exemplaires, selon le Gaon Music Chart. AOA Black font leur premier retour lors de la diffusion du 10 octobre 2013 de KM's Music Triangle et ont fait la reprise du groupe de Get Out pour la première fois. Le groupe fait sa deuxième apparition lors de Music Bank du 12 octobre. 
Dans une interview faite par FNC en janvier 2016, il est annoncé que le groupe allait bientôt avoir leur retour. Youkyung quitte l'agence du groupe en octobre 2016, mais elle fait toujours partie du groupe en tant que membre invité. Choa et Mina quittent également le groupe en juin 2017 et mai 2019 respectivement. Jimin quitte AOA en juillet 2020. Le 1er janvier 2021, le contrat de Yuna avec la FNC prend fin et elle quitte l'agence.

## Discographie
| Titre | Année | Meilleure position | Meilleure position | Album |
| Titre | Année | COR Gaon           | COR Hot 100        | Album |
| ----- | ----- | ------------------ | ------------------ | ----- |
| Moya  | 2013  | 33                 | 21                 | Moya  |